# Сергєєв Павло Всеволодович
Сергє́єв Павло́ Все́володович (1 березня 1955, Донецьк — 31 серпня 2021 р., Донецьк) — український вчений-гірник, доктор технічних наук, професор кафедри «Збагачення корисних копалин» Донецького національного технічного університету.

## Біографія

Проф. Сергєєв П. В. зі студентами ДонНТУ на збагачувальній фабриці «Свято-Варваринська», 2012.

Закінчив Донецький політехнічний інститут (1982 р.) за спеціальністю «Збагачення корисних копалин».
Область наукових інтересів: фізико-хімічні технології збагачення та зневоднення тонких класів корисних копалин, зокрема вугілля.
Докторську дисертацію «Розвиток наукових основ селективної флокуляції вугілля гідрофобними органічними реагентами» захистив у 2008 р.
Сергєєв Павло Всеволодович входить до провідних членів наукової школи Спеціальні методи збагачення, зневоднення і грудкування тонко- і дрібнодисперсного вугілля.
Помер від ковіду 31 серпня 2021 р.

## Творчий доробок
1. Білецький В. С., Сергєєв П. В., Папушин Ю. Л. — Теорія і практика селективної масляної агрегації вугілля — Донецьк: Грань. — 1996. — 264 с.
2. Сергєєв П. В., Білецький В. С. Селективна флокуляція вугілля. — Донецьк: ДонДТУ, УКЦентр, Східний видавничий дім — 1999, 136 с.
3. Нікітін І. М., Сергєєв П. В., Білецький В. С. Селективна флокуляція вугільних шламів латексами. — Донецьк: Східний видавничий дім. — 2001. — 152 с.
4. Сергєєв П. В., Білецький В. С. Селективна флокуляція вугільних шламів органічними реагентами. (монографія). — Донецьк: Східний видавничий дім, Донецьке відділення НТШ, «Редакція гірничої енциклопедії», 2010. — 240 с.
5. Смирнов В. О., Сергєєв П. В., Білецький В. С. Технологія збагачення вугілля. Навчальний посібник. — Донецьк: Східний видавничий дім, — 2011. — 476 с. [Архівовано 28 січня 2020 у Wayback Machine.]
6. Сторінка в Скопус — на 2018 р. 13 праць
7. Білецький В. С., Смирнов В. О., Сергєєв П. В. Моделювання процесів переробки корисних копалин: Посібник / За ред. І. М. Фика. НТУ «Харківський політехнічний інститут», Львів: «Новий Світ-2000», 2020. — 399 с.